# Caza de focas

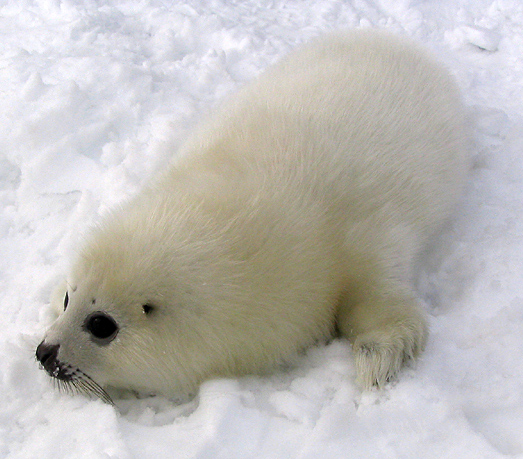
Cachorro de foca pía

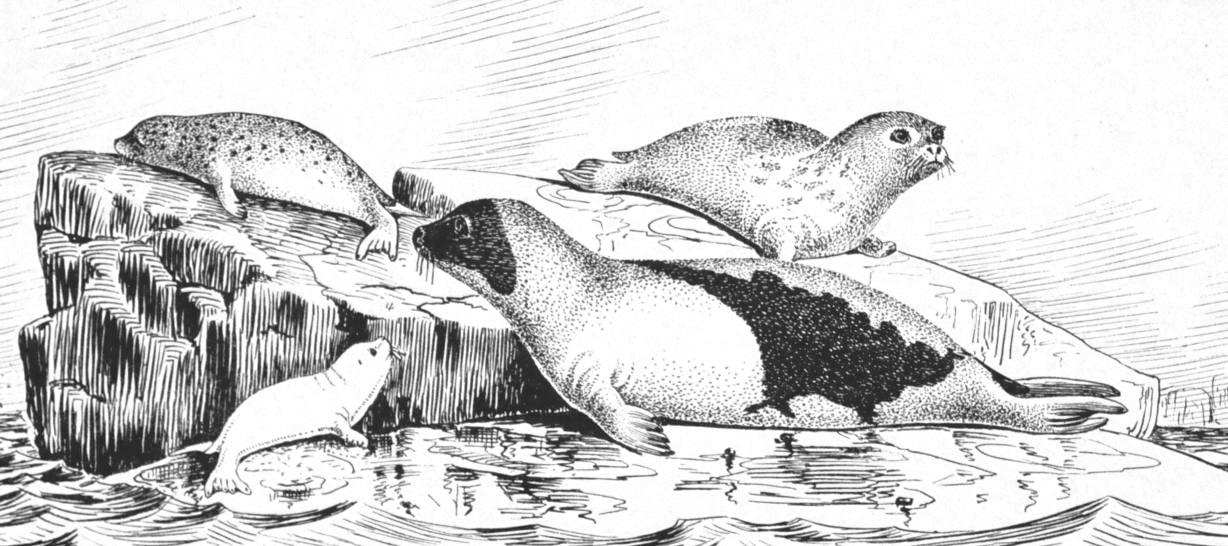
Dibujo de unas focas pías (Phoca Groenlandica) en Canadá

La caza de focas es una actividad consistente en la obtención de recursos a partir de focas, principalmente cachorros de foca pía (el 95% aproximadamente).
Principalmente se da en Canadá y Groenlandia, donde se estima que en total cada año se matan unos quinientos mil ejemplares.
El método más habitual para matarlas es aplastarles el cráneo con un pico de hierro o con palos con un garfio en una extremidad, si bien en ocasiones se emplean rifles. Según los ecologistas, en ocasiones también son despellejadas vivas.

## Canadá
La caza de focas en Canadá es una cita anual en la cual pescadores canadienses se dedican a disparar y cazar cachorros de focas arpa en la temporada de caza, pese a la oposición de buena parte de la opinión pública y las constantes protestas de grupos defensores de los derechos de los animales. Cada año se extermina alrededor de unas 350.000 focas jóvenes frente a la costa este de Canadá, otras miles quedan mutiladas o gravemente heridas de por vida. 
Algunos científicos, así como las organizaciones de protección animal que protestan por las cazas, señalan que la debilidad del hielo de los últimos años ha significado una mortalidad muy superior a la normal entre los cachorros.
El profesor David Lavigne, una de las mayores autoridades científicas del mundo en focas arpa informó que según los propios datos de las autoridades canadienses, en los períodos recientes en los que el hielo ha sido débil la mortalidad se ha disparado entre el 25 y el 75% de las crías nacidas.
La falta de grandes placas de hielo flotantes también dificulta la caza para los pescadores que tienen que disparar a las focas a distancia, en vez de golpearlas en la cabeza sobre los témpanos como se ha hecho tradicionalmente en el golfo de San Lorenzo, donde se realiza mayoritariamente esta práctica.

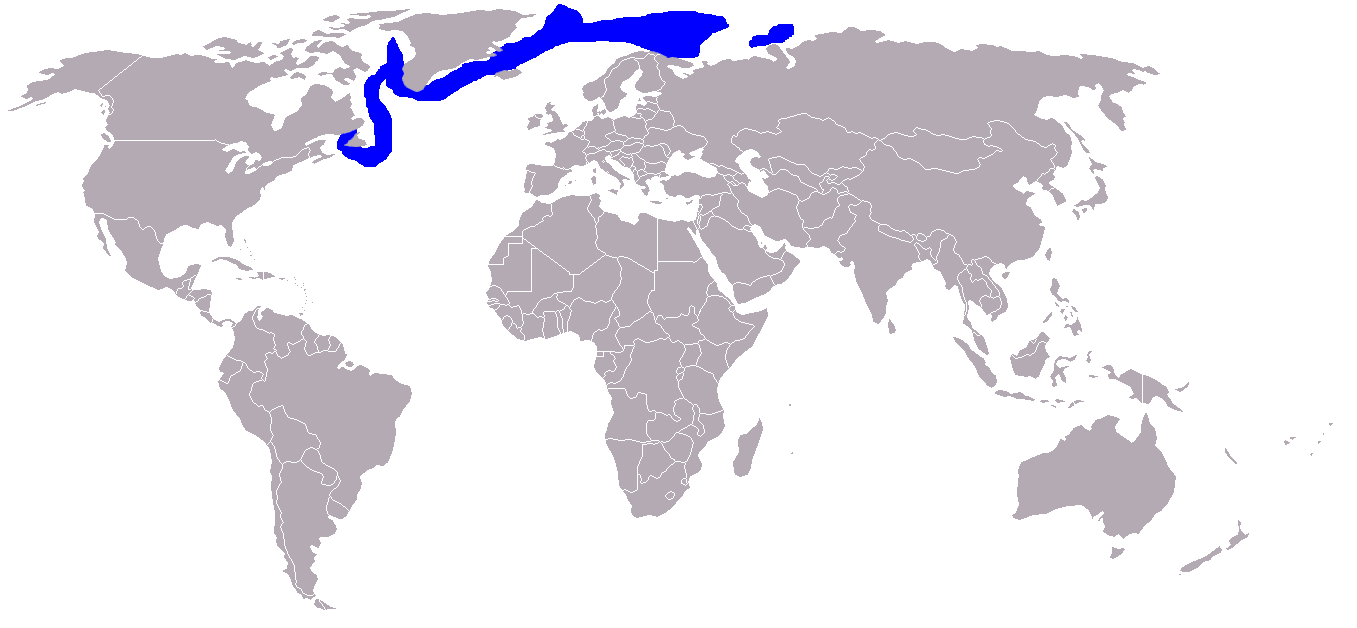
Localización de las focas pías en el mundo

El uso de rifles,la dispersión de las focas y su escasez hace que cada vez este tipo de caza sea menos rentable para los pescadores de Canadá.
Organizaciones como la Humane Society of the United States (HSUS) y el Fondo Internacional del Bienestar Animal (IFAW) denuncian que la caza no sólo es "cruel" sino que las elevadas cuotas de caza permitidas por Canadá desde 1996 pueden tener un impacto catastrófico sobre el futuro de la población de focas en la región.
Sólo entre el 2003 y el 2005, los pescadores canadienses han cazado al menos un millón de focas arpa, algo más de una sexta parte de la población total en la costa atlántica canadiense.
Además, argumentan HSUS e IFAW, los animales cazados son los más jóvenes por lo que el impacto de su desaparición se verá realmente en los próximos años cuando esos ejemplares deberían haber alcanzado su madurez sexual.
Las autoridades canadienses, sin embargo, niegan que su gestión represente una amenaza para las focas arpa. Según el portavoz del Ministerio de Pesca canadiense, Phil Jenkins, las autoridades han incluido en sus modelos de gestión el impacto medioambiental como el calentamiento global y la desaparición de la capa de hielo.
John Efford, ministro de Pesca y Agricultura de Terranova, declaró:

"Quisiera ver a estos seis millones de focas -o cualquiera que sea su número- muertas y vendidas, destruidas o quemadas. No me interesa lo que les pase. (...) Cuantas más mueran más feliz seré".
John Efford